# مستديمة كوشانية
مُسْتَدِيمَة كوشانية أو أجراتم كوشاني أو غَوْلان طُبَّاقِي أو فَتِيَّة بَرْنُوفِيَّة أو برجمان (الاسم العلمي Ageratum conyzoides)، الأجيراتم جنس نبات عشبية أو شبه ليفية، حولية
أو معمرة من فصيلة نجمية وقبيلة الغفثيات. أزهارها أنبوبية، زرقاء، بيضاء، ونادراً وردية اللون. حوالي 30 نوعاً في أمريكا[ ؟ ]
الاستوائية والوسطى. الأجيراتم الكوشاني نبات عشبي بري وتزييني يعلو حوالي 80 سم. أوراقه مُعفنة، نصلها قلبي القاعدة، بيضيّ الصفحة المالِسة.
أزهارُه خملية البشرة، زرقاء اللون. قُلافاتُها كأسية الشكل عديدة القنابات الخطية الشكل، ازهرارُه يستمر من حزيران إلى أواخر تشرين.
مُقْتَحِم يغزو المزروعات، 

## الفوائد الطبية
يشتهر بخصائصه الطبية في كاليدونيا الجديدة. الأجيراتم شافٍ للجرح، رَقُوء، منشط، طارد للحمى.
وهو يستعمل في كاليدونيا الجديدة لضماد المَلْبخ والتواء المفصل والرضّ والكدمة والصَّاخة والقروح،
والقرحات، وضد كسل المجرى الهضمي، وضد الديسنتيريا والتعقيبة كما يستعمل كنبات رَقوء.

## معرض صور

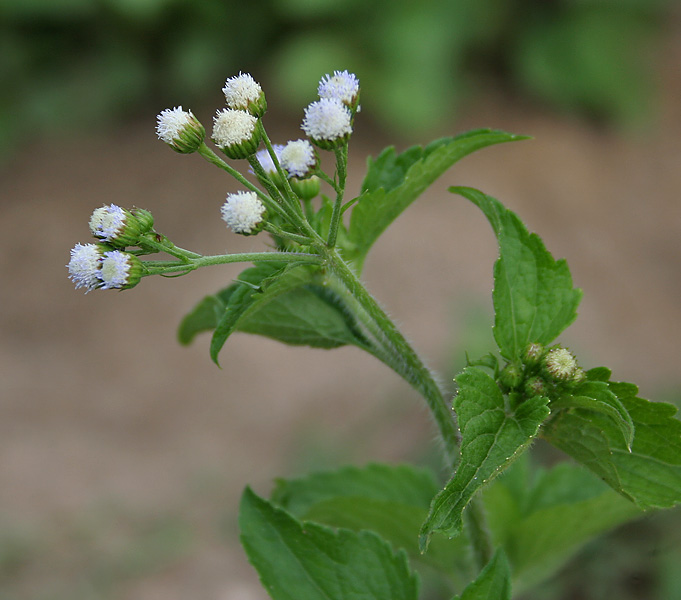
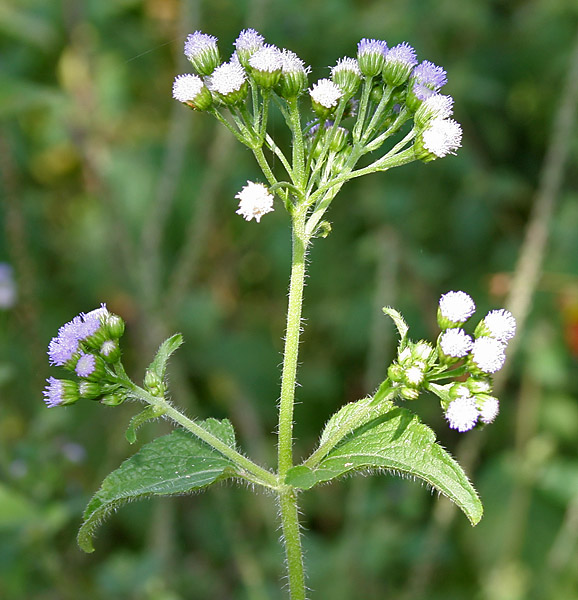
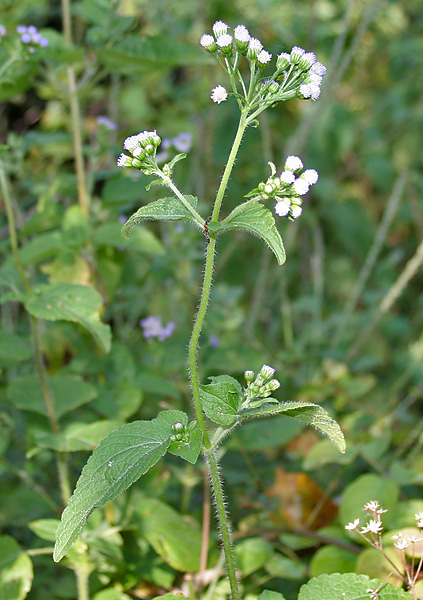
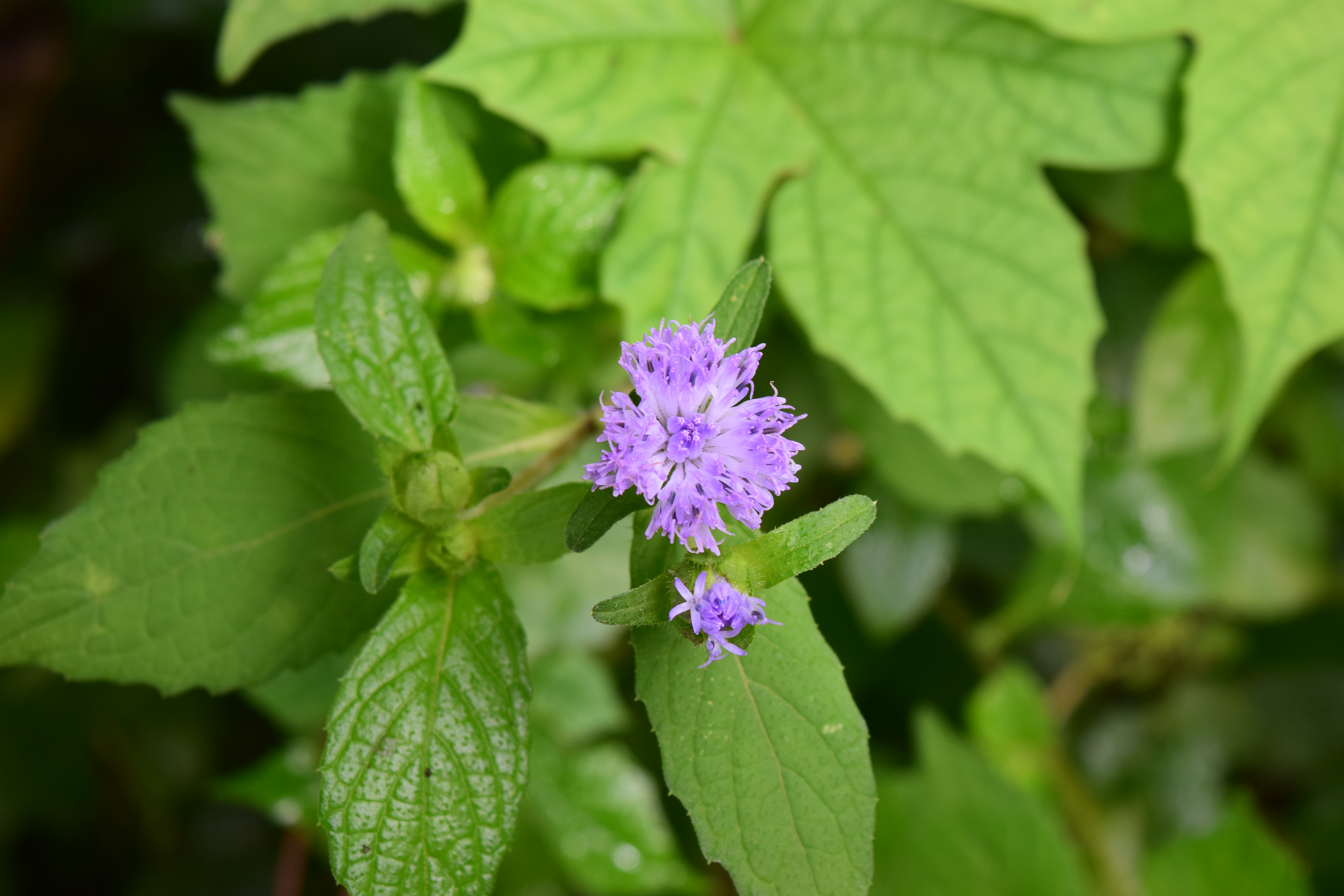
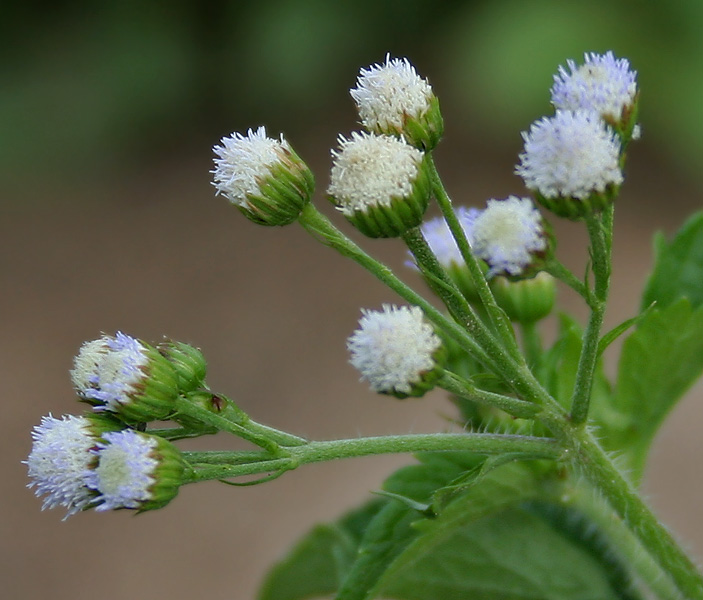